# Kamila Ciba
Kamila Magdalena Ciba (ur. 29 marca 1995) – polska lekkoatletka specjalizująca się w biegach sprinterskich.

## Kariera sportowa
Zajęła 8. miejsce w finale biegu na 100 metrów na mistrzostwa świata juniorów młodszych w 2011 w Lille. Na mistrzostwach świata juniorów w 2012 w Barcelonie zajęła wraz z koleżankami 4. miejsce w sztafecie 4 × 100 metrów. Zajęła 5. miejsce w tej samej konkutencji na młodzieżowych mistrzostwach Europy w 2015 w Tallinnie. Na kolejnych młodzieżowych mistrzostwach Europy w 2017 w Bydgoszczy Ciba zajęła 4. miejsce w sztafecie 4 × 100 metrów oraz odpadła w półfinale biegu na 100 metrów.
Zdobyła srebrny medal w sztafecie 4 × 100 metrów (która biegła w składzie: Ciba, Agata Forkasiewicz, Małgorzata Kołdej i Karolina Zagajewska) na uniwersjadzie w 2017 w Tajpej, a w biegu na 100 metrów odpadła w ćwierćfinale. Zajęła 6. miejsce w sztafecie 4 × 100 metrów na mistrzostwach Europy w 2018 w Berlinie. Na uniwersjadzie w 2019 w Neapolu odpadła w półfinale biegu na 100 metrów, a sztafeta 4 × 100 metrów z jej udziałem została w finale zdyskwalifikowana.
Ciba jest wicemistrzynią Polski w biegu na 200 metrów z 2019 oraz brązową medalistką w biegu na 100 metrów z 2018 i 2019.
Srebrna medalistka halowych mistrzostw Polski w biegu na 60 metrów w 2018 oraz brązowa medalistka w tej konkurencji w 2019 i 2020. Medalistka młodzieżowych mistrzostw Polski w biegu na 100 metrów: złota (2016 i 2017) i srebrna (2015).

## Rekordy życiowe
- bieg na 100 metrów (stadion) – 11,56 s (23 sierpnia 2019, Radom)
- bieg na 200 metrów (stadion) – 23,89 s (15 czerwca 2018, Kutno)
- bieg na 60 metrów (hala) – 7,36 s (27 stycznia 2018 oraz 29 stycznia 2023, Toruń)[1][2]

## Życie prywatne
We wrześniu 2021 roku wstąpiła w szeregi wielkopolskiej policji. Służy w Wydziale Konwojowym Komendy Wojewódzkiej Policji w Poznaniu. 